# ادرانا، جهلم
ادرانا، جلوم (به انگلیسی: Adrana, Jhelum) یک منطقهٔ مسکونی در پاکستان است که در پنجاب (پاکستان) واقع شده‌است.